# Sakmara
La Sakmara (en russe : Сакмара ; en bachkir : Һаҡмар, Haqmar) est une rivière de Russie et un affluent droit de l'Oural, fleuve qui se jette dans la mer Caspienne.

## Géographie
La Sakmara est longue de 798 km et draine un bassin de 30 200 km2. Elle prend sa source dans la république de Bachkirie et se jette dans l'Oural à Orenbourg.
Le régime de la Sakmara est nival. Son débit annuel moyen est de 144 m3/s mesuré à 55 km de sa confluence. Elle gèle de novembre à avril.
Outre Orenbourg, la Sakmara arrose les localités de Youldybaïevo (Bachkirie), Kouvandyk et Saraktach (oblast d'Orenbourg).